# Lijst van afleveringen van T.U.F.F. Puppy
Dit is een lijst van afleveringen van de televisieserie T.U.F.F. Puppy.

## Overzicht
| Seizoen | Afleveringen | Uitgezonden      | Uitgezonden     |
| Seizoen | Afleveringen | Seizoenspremiere | Seizoensfinale  |
| ------- | ------------ | ---------------- | --------------- |
| 1       | 20           | 2 oktober 2010   | 26 januari 2012 |
| 2       | 20           | 10 december 2011 | n.n.b.          |

## Seizoen 1 (2010-2012)
| №  |    | Titel                                        | Uitzenddatum      |
| -- | -- | -------------------------------------------- | ----------------- |
| 1  | 1  | Purr-fect Partners / The Doom-mates          | 2 oktober 2010    |
| 2  | 2  | Cruisin' for a Bruisin' / Puppy Love         | 9 oktober 2010    |
| 3  | 3  | Mall Rat / Operation: Happy Birthday         | 16 oktober 2010   |
| 4  | 4  | Toast of T.U.F.F. / Share-A-Lair             | 23 oktober 2010   |
| 5  | 5  | Snapnapped / Mom-A-Geddon                    | 6 november 2010   |
| 6  | 6  | Chilly Dog / The Doomies                     | 27 november 2010  |
| 7  | 7  | Dog Daze / Internal Affairs                  | 27 november 2010  |
| 8  | 8  | Watch Dog / Dog Dish                         | 15 januari 2011   |
| 9  | 9  | Thunder Dog / Snap Dad                       | 12 februari 2011  |
| 10 | 10 | Iron Mutt / The Wrong Stuff                  | 26 februari 2011  |
| 11 | 11 | Forget Me Mutt / Mind Trap                   | 9 april 2011      |
| 12 | 12 | Frisky Business / Hot Dog                    | 13 augustus 2011  |
| 13 | 13 | Kid Stuff / Super Duper Crime Busters        | 13 augustus 2011  |
| 14 | 14 | Disobedience School / The Dog Who Cried Fish | 16 augustus 2011  |
| 15 | 15 | The Rat Pack / Booby Trap                    | 19 augustus 2011  |
| 16 | 16 | Snappy Campers / Lucky Duck                  | 17 september 2011 |
| 17 | 17 | The Curse of King Mutt / Bored of Education  | 10 oktober 2011   |
| 18 | 18 | Guard Dog / Dog Save the Queen               | 10 oktober 2011   |
| 19 | 19 | Doom and Gloom / Law and Odor                | 26 november 2011  |
| 20 | 20 | Mission: Really Big Mission                  | 16 januari 2012   |

## Seizoen 2 (2011-heden)
| №  |   | Titel                                 | Uitzenddatum     |
| -- | - | ------------------------------------- | ---------------- |
| 21 | 1 | A Doomed Christmas                    | 10 december 2011 |
| 22 | 2 | Big Dog on Campus / Dog's Best Friend | 16 januari 2012  |
| 23 | 3 | Monkey Business / Diary of a Mad Cat  | 21 april 2012    |
| 24 | 4 | Dudley Do-Wrong / Puppy Unplugged     | 6 mei 2012       |
| 25 | 5 | Freaky Spy Day / Dog Tired            | 13 mei 2012      |
| 26 | 6 | Top Dog / Quack in the Box            | 20 mei 2012      |
| 27 | 7 | Lie Like A Dog / Cold Fish            | 27 mei 2012      |